# 1852 en France
Chronologie de la France
- 1848
- 1849
- 1850
- 1851
- 1852
- 1853
- 1854
- 1855
- 1856

Cette page concerne l'année 1852 du calendrier grégorien.

## Événements

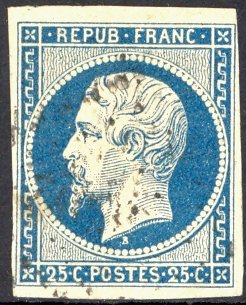
Timbre à l'effigie du prince-président émis en septembre 1852.

- 3 janvier : loi qui prescrit de remplacer sur les monnaies l'effigie de la République par celle du président, appliquée également aux timbres-poste[1].
- 14 janvier : nouvelle constitution de la France[2]. Louis-Napoléon Bonaparte est prince-président, un Sénat de dignitaires émanant du président est instauré et l’importance (300 députés au lieu de 750) et le rôle du Corps législatif sont réduits.
- 22 janvier :
  - remaniement ministériel à la suite de la démission de Charles de Morny. Persigny est nommé ministre de l’Intérieur (fin en 1854)[3].
  - confiscation des biens des Orléans[4],[5].
  - Louis-Napoléon Bonaparte crée la médaille militaire[6].
- 27 janvier : décret portant autorisation de la Compagnie du chemin de fer de l'Ouest[7].

- 2 février : décret réglementant le régime électoral ; le scrutin de liste est remplacé par  le scrutin majoritaire uninominal à deux tours par arrondissement pour les élections législatives[2].
- 13 février et 27 mars : décrets du ministère de la Marine et des Colonies qui autorisent dans les colonies (Guadeloupe, Guyane, Martinique, Réunion) le recrutement de travailleurs sous contrat d’engagement venant de Madère, d’Inde, de Chine et d’Afrique. De juillet 1854 à juillet 1862, plus de vingt et un mille hommes, femmes et enfants sont recrutés le long du littoral ouest-africain pour aller travailler en Guyane et aux Antilles françaises[8].

- 17 février : décret limitant la liberté de la presse[5].
- 19 février : décret approuvant la fusion de la Compagnie du chemin de fer d'Amiens à Boulogne dans la Compagnie du chemin de fer du Nord.
- 29 février : élections législatives marquant la victoire absolue de Louis-Napoléon Bonaparte[2] : 257 sièges sur 261.

- 20 mars : décret portant autorisation de la seconde Compagnie du chemin de fer de Paris à Lyon[7].
- 25 mars : décret d'obligation d'autorisation préalable pour toute réunion publique de plus de 20 personnes[9].
- 26 mars : décret-loi organique sur les Sociétés de secours mutuels, rédigé par Armand de Melun[10].
- 27 mars :
  - décret concernant les condamnés aux travaux forcés, actuellement détenus dans les bagnes, et qui seront envoyés à la Guyane pour y subir leur peine. La frégate L'Allier part de Brest le 31 mars avec les premiers bagnards à destination du bagne de l’île du Diable, près de Cayenne, en Guyane, où elle arrive le 10 mai[11]. Il recevra 18 000 forçats sous le Second Empire et 70 000 jusqu’à sa suppression effective en 1947 (suppression légale en 1938).
  - décret portant autorisation de la seconde Compagnie du chemin de fer de Lyon à Avignon[7].
  - décret approuvant la fusion des Compagnies de chemin de fer du Centre, d’Orléans à Bordeaux et de Tours à Nantes dans la Compagnie du chemin de fer de Paris à Orléans[7].
- 28 mars :
  - création de la Banque foncière de crédit de Paris, rebaptisé Crédit foncier de France[12].
  - levée de l’état de siège[2].
- 29 mars : ouverture de la session des deux nouvelles chambres ; dans son discours, le prince-président admet le rétablissement de l'Empire dans le cas où les partis l'empêcheraient de gouverner[5].

- 5 mai : service funèbre à Notre-Dame pour l'anniversaire de la mort de Napoléon à Sainte-Hélène[5].
- 4 juin : décret autorisant la formation de la compagnie du chemin de fer de Blesme et de Saint-Dizier à Gray[7].
- 19 juin : mise en service de la section de la gare de Commercy à la gare de Frouard, ligne Paris-Strasbourg[13].

- 8 juillet, France : loi approuvant la fusion des Compagnies de chemin de fer de Montpellier à Cette, du Gard, de Montpellier à Nîmes et de Marseille à Avignon dans la Compagnie du chemin de fer de Lyon à Avignon[7].

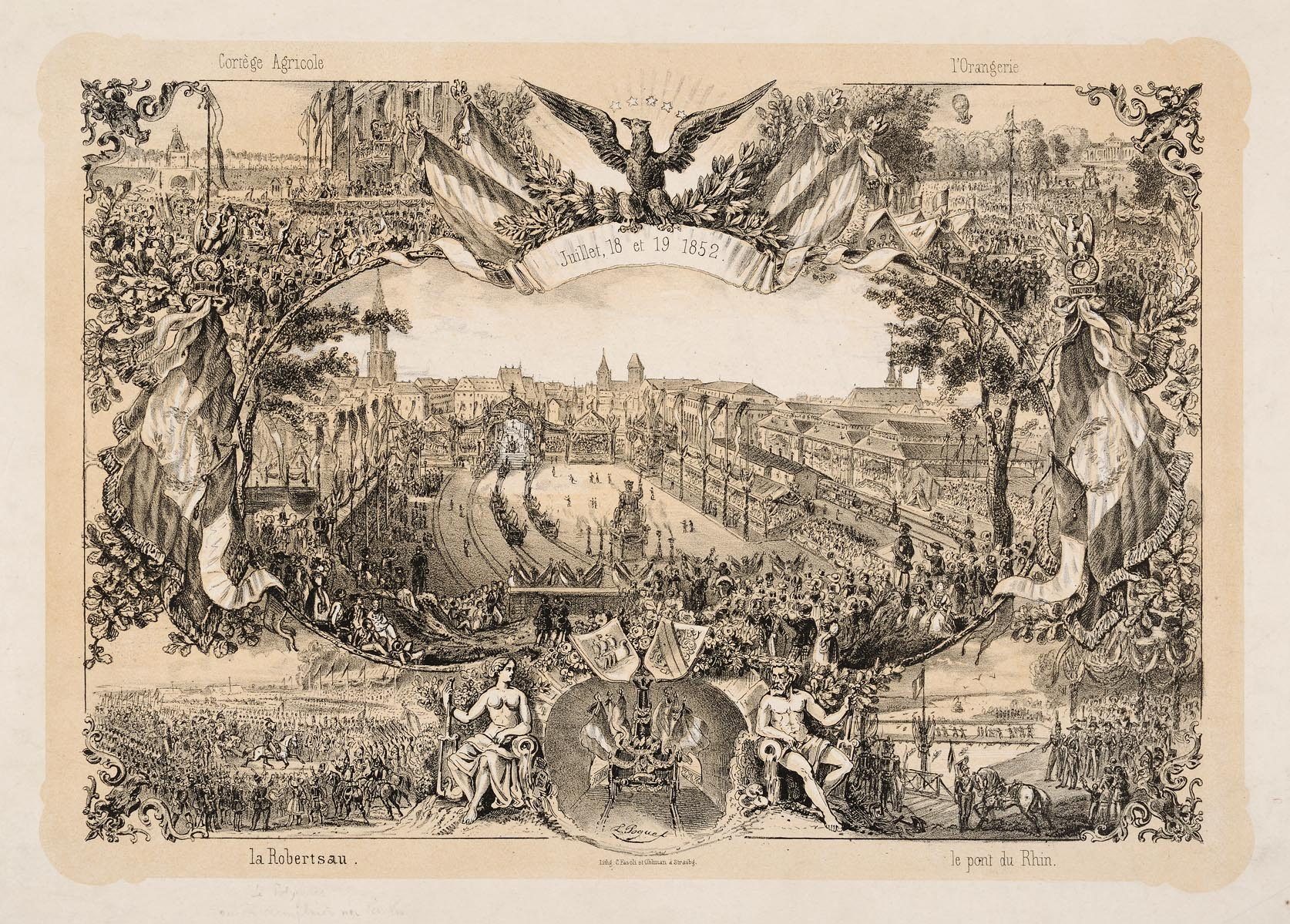
Inauguration de la ligne Paris Strasbourg. Cabinet des estampes et des dessins de Strasbourg.

- 18 juillet : inauguration à Strasbourg de la voie ferrée Strasbourg-Paris par Nancy en présence du Prince-Président[14].
- 30 juillet, France : décret portant autorisation de la société anonyme du chemin de fer de Mulhouse à Thann[7].

- 10 août : sénatus-consulte sur l'organisation de la haute cour de justice composé de membres choisis par le Président de la République[2].

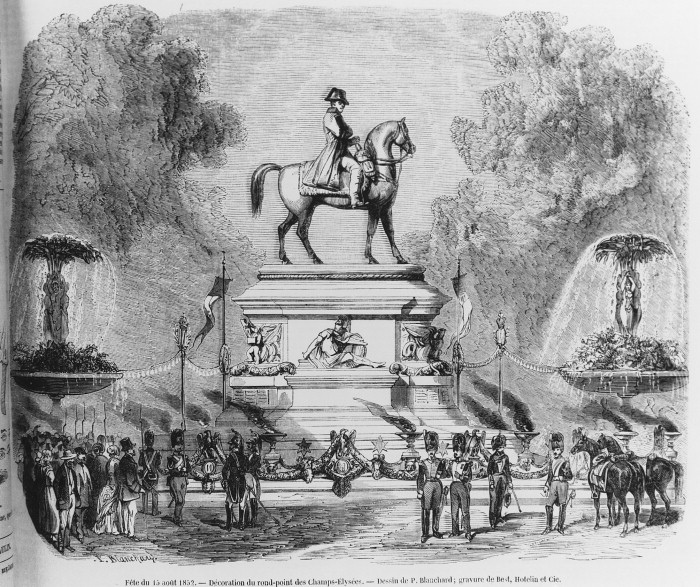
Fête du 15 août 1852 au Rond-point des Champs-Élysées à Paris.

- 15 août : célébration de la Saint-Napoléon, instituée comme le jour de la fête nationale par un décret du 16 février[15].
- 24 août : décret approuvant la convention passée pour la concession du chemin de fer de Bordeaux à Cette, et du canal latéral à la Garonne, ainsi que des chemins de fer de Bordeaux à Bayonne et de Narbonne à Perpignan[7].

- 9 septembre : les frères Émile et Isaac Pereire fondent le « crédit mobilier »[16].
- 11 septembre : décrets portant autorisation des chemins de fer de Paris à Caen et à Cherbourg et de Dijon à Besançon[4].
- 14 septembre-16 octobre : voyage du Prince-Président dans le midi de la France ; Bourges (14 septembre), Nevers, (15 septembre), Moulins, (16 septembre), Roanne (17 septembre), Saint-Étienne (18 septembre),  Lyon (19 septembre), Grenoble (21 septembre), Valence (23 septembre), Avignon (24 septembre), Marseille (25 septembre), Toulon, Aix (27 septembre), Nîmes (30 septembre), Montpellier (1er octobre), Narbonne (2 octobre),   Carcassonne (3 octobre), Toulouse (4 octobre), Agen (6 octobre), Bordeaux (7 octobre), Angoulême (10 octobre), Rochefort (11 octobre), La Rochelle (12 octobre), Poitiers (13 octobre), Tours (14 octobre), Blois (15 octobre)[17].
- 24 septembre : Henri Giffard entreprend le premier vol dans un ballon dirigeable à vapeur, l'aérostat Giffard, entre Paris et Élancourt, près de Trappes[18].

- 9 octobre : discours de Bordeaux. Louis-Napoléon Bonaparte s'efforce de rassurer l'Europe sur le nouveau régime : « L'Empire, c'est la Paix »[2].

- 6 novembre, France : décret portant autorisation de la Compagnie des chemins de fer du Midi et du Canal latéral à la Garonne[7].
- 7 novembre : rétablissement de l'Empire, par sénatus-consulte[2] (fin en 1870).
- 18 novembre : décret approuvant les modifications des statuts de la Compagnie du chemin de fer de Lyon à Avignon qui prend la dénomination de Compagnie du chemin de fer de Lyon à la Méditerranée[7].
- 21-22 novembre : plébiscite approuvant le rétablissement de l'Empire (7 811 000 voix contre 252 000)[2].

- 2 décembre :

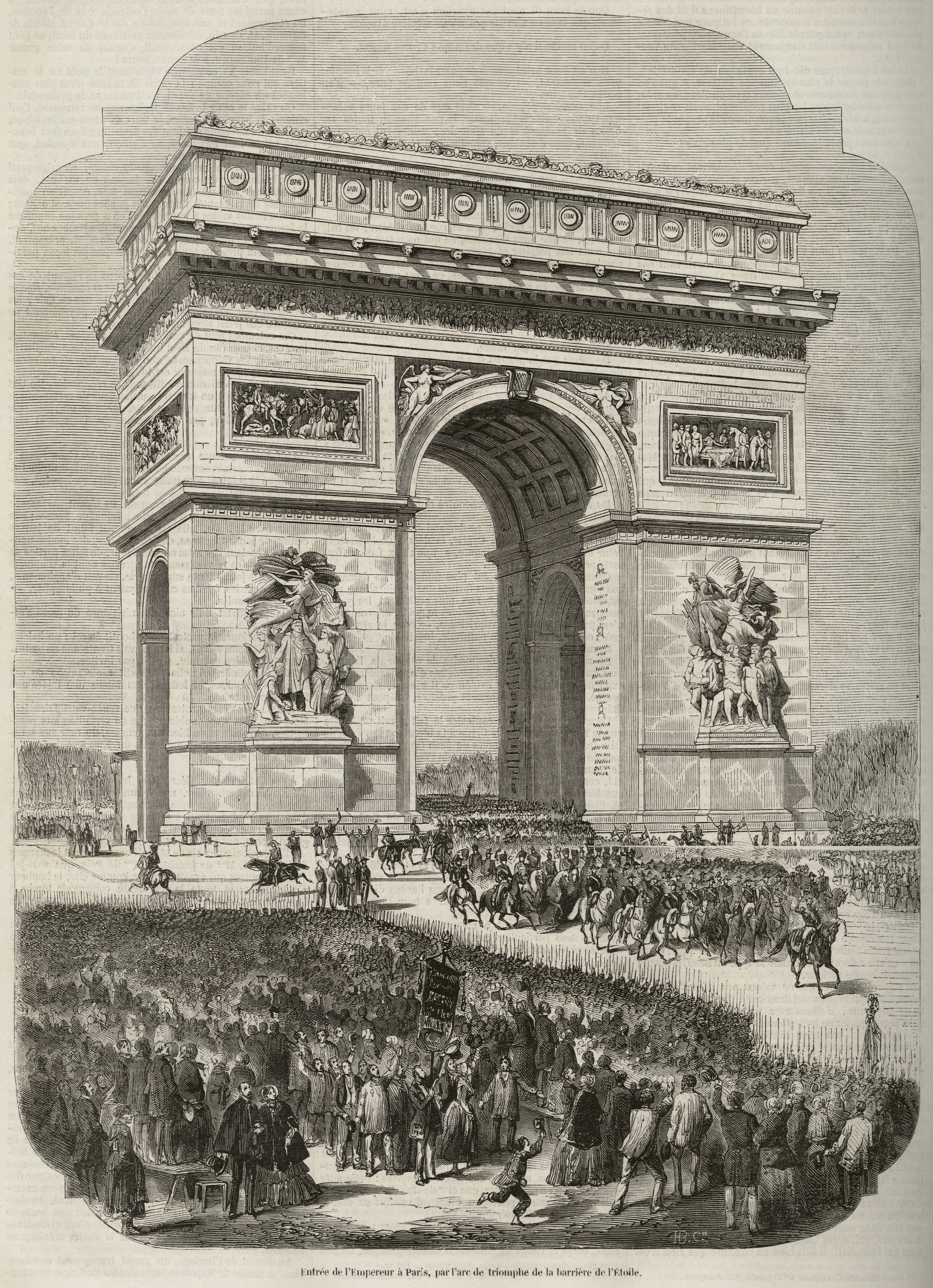
Entrée de l'Empereur à Paris, par l'Arc de triomphe de la barrière de l'Étoile

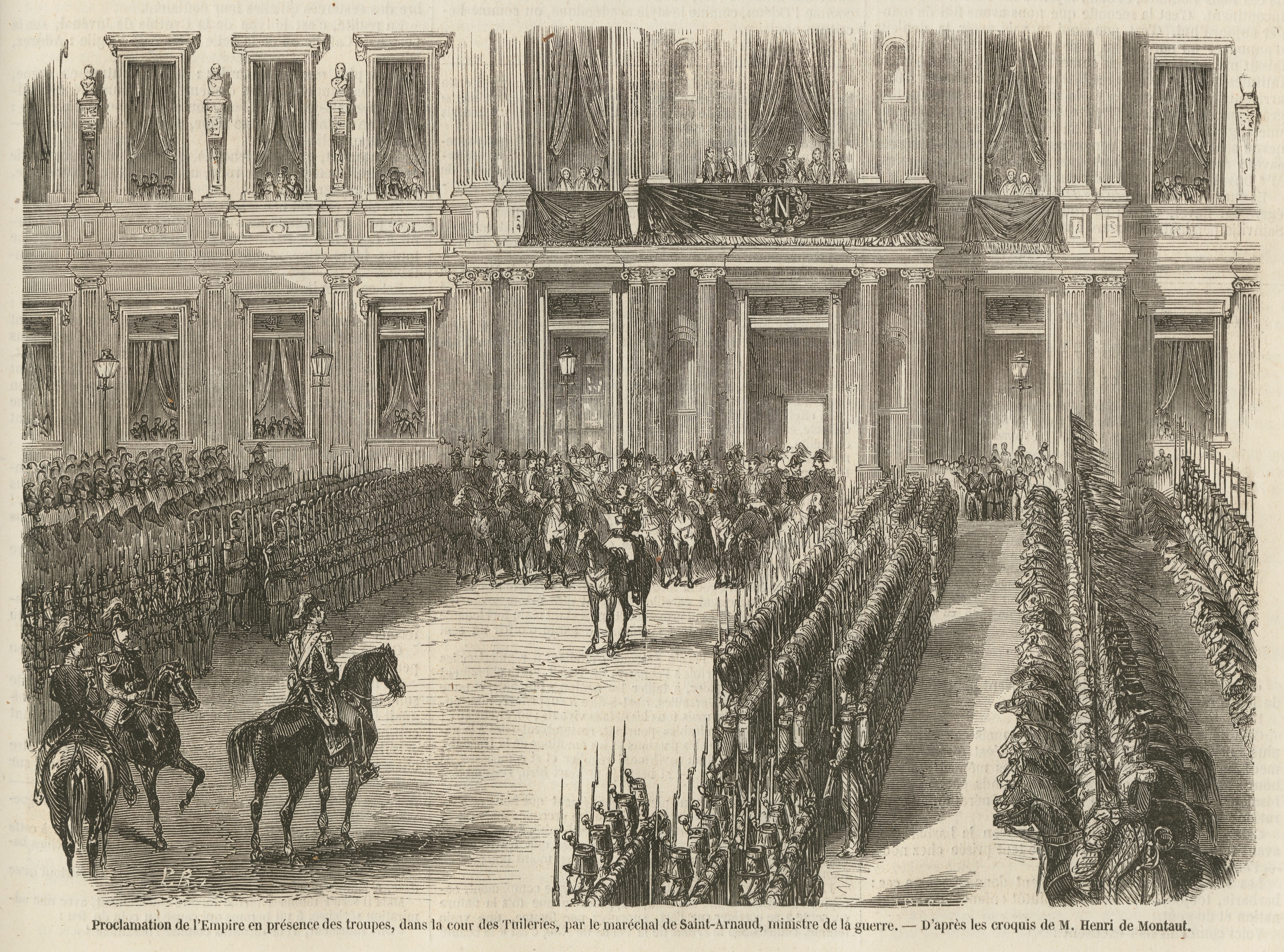
Proclamation de l'Empire, à l'hôtel de ville, le 2 décembre 1852.

  - entrée solennelle de Louis-Napoléon Bonaparte à Paris, qui prend le nom de Napoléon III ; la proclamation solennelle de l’Empire a lieu dans toutes les communes de France le 5 décembre[19].
  - Affaire du sacre. Des négociations sont engagées avec le Saint-Siège pour que le pape Pie IX vienne en France pour sacrer Napoléon III ; elles échouent en avril 1853, après que le ministre des Cultes a convaincu l'empereur que l'opinion publique française n'accepterait pas les conditions demandées par Rome, notamment l'abolition des articles organiques et la restauration du mariage religieux obligatoire[20].
  - Gouvernement Napoléon III (3)[19].
- 9 décembre : convention commerciale franco-belge[21]. Le traité de 1845 était suspendu depuis décembre 1851, après que de nombreux opposants au coup d’État se sont réfugiés en Belgique.
- 10 décembre : décret qui rebaptise la Banque foncière de Paris en Crédit foncier de France[16].

- 30 décembre : le juriste Raymond-Théodore Troplong devient président du Sénat[22], remplaçant le prince Jérôme Bonaparte après la démission de celui-ci. Il conserve cette fonction pendant pratiquement tout le Second Empire, jusqu'à sa mort en 1869.